# Neuzen bij de vleet
Neuzen bij de vleet is het 36ste stripverhaal van Jommeke. De reeks wordt getekend door striptekenaar Jef Nys.

## Personages
- Jommeke
- Flip
- Filiberke
- Theofiel
- Marie
- professor Gobelijn
- Annemieke
- Rozemieke
- klein rollen: minister van volksgezondheid, professor Nixweerdt, Piek e.a.

## Verhaal
Het verhaal start wanneer Jommekes vader Theofiel bij het houthakken per ongeluk zijn neus afhakt. Jommeke roept de hulp in van professor Gobelijn die een poeder uitvindt om Theofiels neus succesvol opnieuw te laten groeien. De professor wil zijn poeder in grotere oplagen aanmaken om alle mensen in de wereld te helpen die problemen hebben met hun neus. Op dat moment krijgt hij ook bezoek van de minister van volksgezondheid die hem vraagt een poeder uit te vinden dat de mensen gezond houdt. De professor vergist zich uiteraard en laat het neuspoeder aan de bakkers leveren om het aan de bevolking te geven. Op dat moment wordt Jommeke gestraft omdat hij geen savooien wil eten. Daardoor krijgt hij het brood met het neuspoeder niet binnen.
Enkele dagen later blijkt dat iedereen een grote neus gekregen heeft. Dit leidt tot heel wat hilarische situaties die in beeld gebracht worden. De professor zoekt een oplossing tegen het neusprobleem en test een zalf uit op Theofiel. Enkele dieven, professor Nixweerdt en Piek, horen van de nieuwste uitvinding en stelen die om ze te verkopen aan de getroffen mensen. Ondertussen blijkt dat de zalf niet werkt, maar dat ze de haargroei op de neus bevordert. Jommeke ontmaskert later de dief, terwijl de professor het echte middel vindt voor het neusprobleem dat daarmee opgelost wordt. Hij wordt door de minister gedecoreerd om zijn gezondheidspoeder.

## Achtergronden bij het verhaal
- Dit verhaal is een klassiek verhaal dat rond een uitvinding van professor Gobelijn draait. Zoals vaak vindt hij iets uit dat per ongeluk bij veel mensen terechtkomt en hen met een abnormaal verschijnsel belast en dat tot heel wat grappige situaties leidt.
- In de herdruk van het album 'Neuzen bij de vleet' valt op dat het eerste en tweede deel van het album verschillend getekend zijn. Het eerste deel ligt in de lijn van de andere albums, terwijl in het tweede nieuwe deel heel wat andere tekenmethodes gebruikt worden en de proporties en vaste tekenstijl van verschillende personages anders is. Dit omdat het originele verhaal slechts 36 pagina's telt. Met het tweede deel telt het album 48 pagina's dat nu gebruikelijk is.